# Chilocampyla dyariella
Chilocampyla dyariella är en fjärilsart som beskrevs av August Busck 1900. Chilocampyla dyariella ingår i släktet Chilocampyla och familjen styltmalar. Inga underarter finns listade i Catalogue of Life.